# Сошнево
Сошнево — деревня в Устюженском районе Вологодской области.
Входит в состав Сошневского сельского поселения, с точки зрения административно-территориального деления — в Сошневский сельсовет.
Расположена на берегу реки Острожня. Расстояние по автодороге до районного центра Устюжны — 6 км, до центра муниципального образования деревни Соболево — 4 км. Ближайшие населённые пункты — Раменье, Торшеево, Раменье.
Население по данным переписи 2002 года — 22 человека (11 мужчина, 11 женщина). Всё население — русские.